# 푸켈돈
푸켈돈(스페인어: Puqueldón)는 칠레 로스라고스 주 칠로에 현의 코무나이다.